# 야스다 아키라
야스다 아키라(安田朗, 1964년 7월 21일 ~ )는 일본의 애니메이터, 캐릭터 디자이너, 게임 디자이너, 메카 (용어) 디자이너로, "Akiman"이라는 가명으로 작업하고 있다. 야스다는 비디오 게임 회사 캡콤의 전 직원(1985년 입사)이며 많은 캡콤 게임에 참여했으며 파이널 파이트 시리즈 및 스트리트 파이터 II: 더 월드 워리어(업데이트 포함)와 같은 작품에서 다양한 디자인 역할을 맡았다. 또한 턴에이 건담, 오버맨 킹 가이너, 코드기아스를 비롯한 애니메이션 제작에도 참여했다. 또한 에인절 스튜디오의 레드 데드 리볼버 작업을 위해 미국으로 갔다. 록스타 게임스가 스튜디오를 인수한 후 그는 일본으로 돌아와 2003년 공식적으로 캡콤을 떠나 프리랜서 아티스트로 일하기 시작했다.

## 저명한 작품

### 애니메이션
- 턴에이 건담
- 오버맨 킹 가이너
- 코드기아스
- 맹렬 우주해적
- 건담 G의 레콘기스타

### 비디오 게임
- 1942 (비디오 게임)
- 파이널 파이트 (비디오 게임)
- 스트리트 파이터 II: 더 월드 워리어
- 캡틴 코만도
- 슈퍼 스트리트 파이터 II
- 다크스토커즈: 더 나이트 워리어즈
- 엑스맨: 칠드런 오브 디 아톰
- 뱀파이어 세이비어
- 마블 슈퍼 히어로즈
- 스트리트 파이터 알파 2
- 엑스맨 vs. 스트리트 파이터
- 스트리트 파이터 III: 뉴 제너레이션
- 마블 슈퍼 히어로즈 vs. 스트리트 파이터
- 마블 vs. 캡콤: 클래시 오브 슈퍼 히어로즈
- 스트리트 파이터 알파 3
- 스트리트 파이터 III: 서드 스트라이크
- 초강전기 키카이오
- 레드 데드 리볼버
- 슈퍼 스매시브라더스 for 닌텐도 3DS/Wii U
- 스타 오션 5
- 스트리트 파이터 V